# Расторопово (Тверская область)
Расторопово — деревня в Сандовском муниципальном округе Тверской области России. 

## География
Деревня расположена в 24 км на восток от центра муниципального округа посёлка Сандово.

## История
В 1676 году в селе Расторопово была построена деревянная Иоанно-Предтеченская церковь с 3 престолами. 
В конце XIX — начале XX века деревня входила в состав Залужской волости Весьегонского уезда Тверской губернии. 
С 1929 года деревня являлась центром Растороповского сельсовета Сандовского района Бежецкого округа Московской области, с 1935 года — в составе Калининской области, с 1954 года — в составе Топоровского сельсовета, с 2005 года — в составе Топоровского сельского поселения, с 2020 года — в составе Сандовского муниципального округа. 

## Население
| 1859 | 1889 | 2010 |
| ---- | ---- | ---- |
| 109  | ↗115 | ↘0   |